# Alekšince
Alekšince (in ungherese Elecske) è un comune della Slovacchia facente parte del distretto di Nitra, nella regione omonima.